# 캄페체만

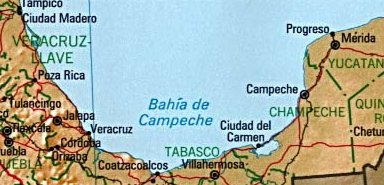
캄페체 만

캄페체 만(스페인어: Golfo de Campeche)은 멕시코만의 만곡부의 남쪽에 있는 만이다. 이 지역은 캄페체, 타바스코, 베라크루스의 3지역으로 둘러싸여 있다.